# 24K (Band)
24K (koreanisch 투포케이) ist eine südkoreanische Boygroup der dritten K-Pop-Generation, die 2012 von Choeun Entertainment gegründet wurde. Momentan besteht die Gruppe aus sieben Mitgliedern. Ihr Debüt hatte die Gruppe am 6. September 2012 mit der Single Hurry Up.

## Geschichte

### 2012–2013: 4K,Hurry UpundU R So Cute
Vor dem Debüt der Gruppe 24K war eine Untereinheit namens 4K aktiv. Sie bestand aus den Sängern Cory, Seokjune, Kisu und Sungoh. Sie veröffentlichten die Singles Rocking Girl, Bye Bye Bye und Moonlight Sonata im Juni 2012.
Mit der Erweiterung durch die Mitglieder Jeunguk, Daeil und Byungho war die Gruppe 24K geboren. Sie feierte ihr Debüt mit der Single Hurry Up am 6. September 2012. Am 16. Januar 2013 begann die Produktion und somit das nahende Comeback mit der Single Secret Love. 24K veröffentlichte ihr zweites Mini-Album namens U R So Cute am 1. August 2013.

### 2014–2015:Hey YouundSuper Fly
Dae-il war in Mnet’s TV Show, Dancing 9 Season 2, zu sehen.
24K kam nach einer zweijährigen Pause mit der Single Hey You zurück. Des Weiteren waren zwei neue Mitglieder dabei. Das chinesische Mitglied Hui und das koreanische Mitglied Jinhong bereicherten von nun an 24K. Am 1. Oktober 2015 brachte 24K das dritte Mini-Album namens Super Fly mit dem gleichnamigen Titelsong heraus.

### Seit 2016:Still 24KundThe Real One
24K hatte ihr erstes europäisches Konzert in Warschau (Polen) am 23. Januar 2016 in der Progresja Music Zone Main Stage, ohne Sungoh. Des Weiteren hatte sie ein Showcase in Malaysia am 22. bis 24. April, das von New Pro Star präsentiert wurde. Sungoh und Daeil waren aus unbekannten Gründen nicht dabei.
Am 1. August veröffentlichte Choeun Entertainment ein Statement, dass Sungoh und Daeil sich für eine Weile von 24K zurückziehen würden; Sungoh benötigte medizinische Hilfe für seine ausgekugelte Schulter, und Daeil hatte beschlossen, sich aus persönlichen Gründen zurückzuziehen. Dennoch wurde bald klar, dass Daeil die Gruppe verlassen hatte, um unter seinem Künstlernamen „Big One“ aktiv zu werden. Das Statement zeigte auch, dass Changsun und Hongseob als neue Mitglieder dazukamen. Somit war es möglich, die Gruppe als siebenköpfige Gruppe zu belassen.
Am 11. August veröffentlichte 24K die Single Still 24K. Am 21. Oktober wurde das Album The Real One veröffentlicht, mit bereits bekannten Singles wie Secret Love, Hey You, Super Fly, Still 24K und der neuen Single Bingo.
24K begann die erste weltweite Tour am 7. Dezember 2016 in vier brasilianischen Städten. Weiter ging es am 3. Januar 2017 in Mailand (Italien), Helsinki (Finnland) am 5. Januar, London (UK) am 6. Januar, Warschau (Polen) am 8. Januar, Lissabon (Portugal) am 10. Januar, Köln (Deutschland) am 12. Januar, Bukarest (Rumänien) am 14. Januar und endete am 15. Januar in Paris (Frankreich).
Im März wurde die Tour unter dem Namen „The Encore“ wegen großer Nachfrage um vier Städte erweitert. Die Tour startete am 2. April 2017 in Moskau (Russland) und ging weiter mit den Städten Stockholm (Schweden) am 5. April, Madrid (Spanien) am 7. April und endete am 9. April 2017 in Amsterdam (Niederlande).

## Musikalische Einflüsse
Seit dem Debüt von 24K brachte diese Gruppe viele verschiedene Klänge in den K-Pop. Die Single Hurry Up brachte Pop-, Trance-, Dubstep- und Industrial-Klänge mit sich. In der zweiten Single U R So Cute brachte die Gruppe Elemente von Hip-Hop und elektronische Klänge ein. Cory betonte seine Bewunderung für die Hip-Hop-Produzenten Dr. Dre und Teddy Park. Kisu wurde von Urban Zakapa beeinflusst, welches zu seiner Faszination gegenüber R&B und Soul führte.

## Mitglieder

### Aktuell
- Choi Ki-su (Koreanisch: 최기수), geboren am 2. Oktober 1991 – Main vocal
- Jeonguk (Koreanisch: 정욱), geboren als Kim Jeong-uk (Koreanisch: 김정욱) am 20. März 1993 – Main rapper, main dancer
- Lee Chang-sun (Koreanisch: 이창선), geboren am 17. März 1996 – vocal, lead dancer
- Kim Jin-hong (Koreanisch: 김진홍), geboren am 2. Januar 1998 – Lead vocal
- Shim Hong-seob (Koreanisch: 심홍섭), geboren am 8. Januar 1998 – Vocalist, sub-rapper, lead dancer
- Nam Kiyong (Koreanisch: 남기용), geboren am 25. März 1999 - Vocalist, Maknae

### Ehemalige
- Park Byung-ho (Koreanisch: 박병호), geboren am 11. Mai 1989 – Sub-rapper
- Yoo Sung-oh (Koreanisch: 유성오), geboren am 8. Januar 1991 – Lead vocal
- Hong Seok-june (Koreanisch: 홍석준), geboren am 14. April 1991 – Sub-vocal
- Kim Dae-il (Koreanisch: 김대일), geboren am 10. Mai 1992 – Main rapper, main dancer[1]
- Liang Hui (Chinesisch: 梁輝; Koreanisch: 양휘), geboren am 18. Juli 1995 – Lead rapper[2]
- Cory (Koreanisch: 코리), geboren als Hong Joo-hyun (Koreanisch: 홍주현) am 25. November 1990 – Leader, main vocal

## Diskografie

### Studioalben
| Jahr | Titel Musiklabel                                      | Höchstplatzierung, Gesamtwochen, AuszeichnungChartsChartplatzierungen (Jahr, Titel, Musiklabel, Platzierungen, Wochen, Auszeichnungen, Anmerkungen) | Anmerkungen                            |
| Jahr | Titel Musiklabel                                      | KR | Anmerkungen                            |
| ---- | ----------------------------------------------------- | --- | -------------------------------------- |
| 2016 | The Real One Choeun Entertainment, LOEN Entertainment | KR23 (5 Wo.)KR | Erstveröffentlichung: 22. Oktober 2016 |

### EPs
| Jahr | Titel                                                   | Höchstplatzierung, Gesamtwochen, AuszeichnungChartsChartplatzierungen (Jahr, Titel, Platzierungen, Wochen, Auszeichnungen, Anmerkungen) | Anmerkungen                                |
| Jahr | Titel                                                   | KR | Anmerkungen                                |
| ---- | ------------------------------------------------------- | --- | ------------------------------------------ |
| 2012 | Rocking Girl Choeun Entertainment, CJ E&M               | KR44 (1 Wo.)KR | Erstveröffentlichung: 12. Juni 2012 als 4K |
| 2012 | Hurry Up Choeun Entertainment, LOEN Entertainment       | KR18 (3 Wo.)KR | Erstveröffentlichung: 6. September 2012    |
| 2013 | U R So Cute Choeun Entertainment, LOEN Entertainment    | KR20 (2 Wo.)KR | Erstveröffentlichung: 1. August 2013       |
| 2015 | Super Fly Choeun Entertainment, LOEN Entertainment      | KR22 (7 Wo.)KR | Erstveröffentlichung: 1. Oktober 2015      |
| 2017 | Addiction Choeun Entertainment, LOEN Entertainment      | KR12 (4 Wo.)KR | Erstveröffentlichung: 27. Mai 2017         |
| 2018 | Bonnie N Clyde Choeun Entertainment, LOEN Entertainment | KR37 (2 Wo.)KR | Erstveröffentlichung: 25. Mai 2018         |

### Singles
| Jahr | Titel Album                             | Höchstplatzierung, Gesamtwochen, AuszeichnungChartsChartplatzierungen (Jahr, Titel, Album, Platzierungen, Wochen, Auszeichnungen, Anmerkungen) | Anmerkungen                       |
| Jahr | Titel Album                             | KR | Anmerkungen                       |
| ---- | --------------------------------------- | --- | --------------------------------- |
| 2012 | Rocking Girl                            | — | Erstveröffentlichung: 2012 als 4K |
| 2012 | Hurry Up (빨리와) Hurry Up              | — | Erstveröffentlichung: 2012        |
| 2013 | Secret Love Hurry Up                    | — | Erstveröffentlichung: 2013        |
| 2013 | U R So Cute (귀여워 죽겠어) U R So Cute | KR113 (1 Wo.)KR | Erstveröffentlichung: 2013        |
| 2015 | Hey You (오늘 예쁘네) Super Fly         | — | Erstveröffentlichung: 2015        |
| 2015 | Super Fly (날라리) Super Fly            | — | Erstveröffentlichung: 2015        |
| 2016 | Still 24K The Real One                  | — | Erstveröffentlichung: 2016        |
| 2016 | Bingo The Real One                      | — | Erstveröffentlichung: 2016        |
| 2017 | Only You (너 하나면 돼) Addiction       | — | Erstveröffentlichung: 2017        |
| 2018 | Bonnie N Clyde                          | — | Erstveröffentlichung: 2018        |
| 2021 | Welcome to the Mainstreet –             | — | Erstveröffentlichung: 2021        |
| 2023 | Roller Coaster                          | — | Erstveröffentlichung: 2023        |

## Konzerte und Touren

### World Tour
- 2016: Erste World Tour „Still With 24U“

### Encore Tour
- 2017: Erste Encore Tour „Still With 24U, The Encore“

### Europäische Konzerte
- 2016: Erstes Europäisches Konzert in Warschau, Polen 23. Januar 2016